# Vz. 52 (винтовка)
Vz. 52 — самозарядная винтовка, разработанная вскоре после Второй мировой войны в Чехословакии. Полное название — 7,62mm samonabíjecí puška vzor 52. Vz. 52 — это сокращение от vzor 52, что означает «модель 52». Стреляет уникальным патроном 7,62×45 мм. Винтовка считается надёжной и точной. Первые 5000 винтовок Vz. 52 были изготовлены на заводе Považské strojárne в Поважской Быстрице, но из-за производственных трудностей их производство было передано на Česká zbrojovka Uherský Brod.

## Конструкция

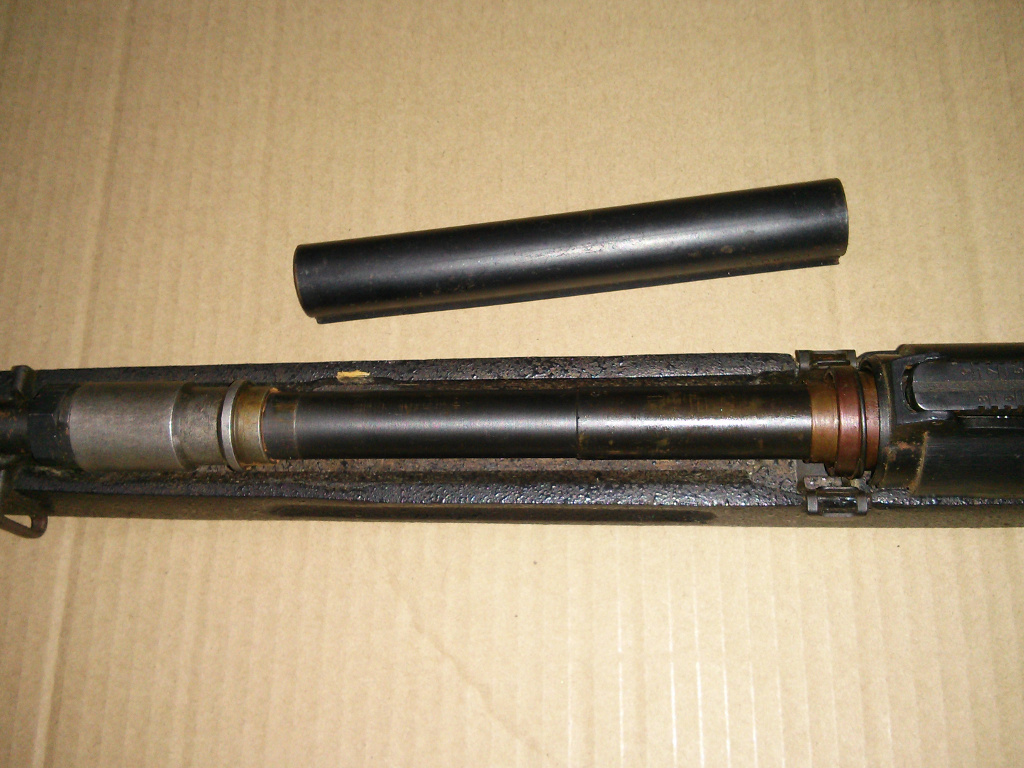
Vz. 52 со снятым цевьём для показа газовой системы. Гайка, расположенная ближе к скобе ремня, является контргайкой регулировочной гайки. Между газовым поршнем (более светлого цвета) и контргайкой находится сама регулировочная гайка. Рабочий стержень снят и положен в правую сторону от винтовки.

Vz. 52 представляет собой полуавтоматическую винтовку с механизмом запирания с перекосом затвора, приводимым в действие кольцевой короткоходной газоотводной системой. Затвор запирается двумя боевыми упорами, входящими в прорези, выточенные в ствольной коробке. Однако, в отличие от большинства затворов с вертикальным запиранием, затвор винтовки запирается при перекосе его передней части, чтобы запирать механизм, тогда как другие конструкции затвора наклоняют затвор назад. Газовый поршень кольцевой, расположен вокруг ствола, для преодоления инерции затворной рамы, затвора и сопротивления возвратной пружины с целью отпирания патронника, выброса пустой гильзы и последующего введения нового патрона в патронник.
Ствол запрессован и закреплён в ствольной коробке. Ручной предохранитель расположен внутри спусковой скобы и управляется указательным пальцем. Ударно-спусковой механизм очень похож на тот, что используется в американской самозарядной винтовке M1 Garand. Рукоятка взведения встроена в затворную раму и расположена с правой стороны винтовки. Такое расположение позволяет стрелку перезаряжать винтовку во время прицеливания.
Винтовка оснащена механическими прицельными приспособлениями открытого типа с закрытой мушкой и V-образным целиком, размещённым на скользящей касательной, регулируемым по высоте в диапазоне 100—950 м. На винтовку также можно установить дневную и ночную оптику, которая взаимодействует с дополнительной боковой планкой, устанавливаемой на ствольной коробке. Ложа вырезана из ореха или бука и окрашена в желтовато-коричневый цвет. В тыльной части приклада есть специальная полость для хранения шомпола, бутыли с маслом и прочих принадлежностей для чистки оружия. Винтовка имеет встроенный штык-нож, который складывается в выемку, вырезанную в ложе с правой стороны.
Vz. 52 питается из отъёмного коробчатого магазина на 10 патронов, но его также можно быстро перезарядить из обойм в открытом положении затвора. Для этого в передней части затворной рамы врезана специальная направляющая, совпадающая с обоймой, когда затвор в открытом положении. Это основной метод перезарядки винтовки, поскольку пехотинцам выдавалось только 2 магазина на винтовку. Выбрасывает гильзы вперёд и влево.

## Смена патрона
В связи с вступлением Чехословакии в Организацию Варшавского Договора (ОВД) и проводившейся её в рамках унификации, был принят на вооружение патрон 7,62×39 мм. В 1957 году винтовка Vz.52 была стандартизирована под данный патрон. Полученная модель получила наименование Vz. 52/57. Помимо патрона, она отличается от предыдущей версии хромированным стволом, за счёт чего её чаще находят в хорошем состоянии.

## Вывод из эксплуатации

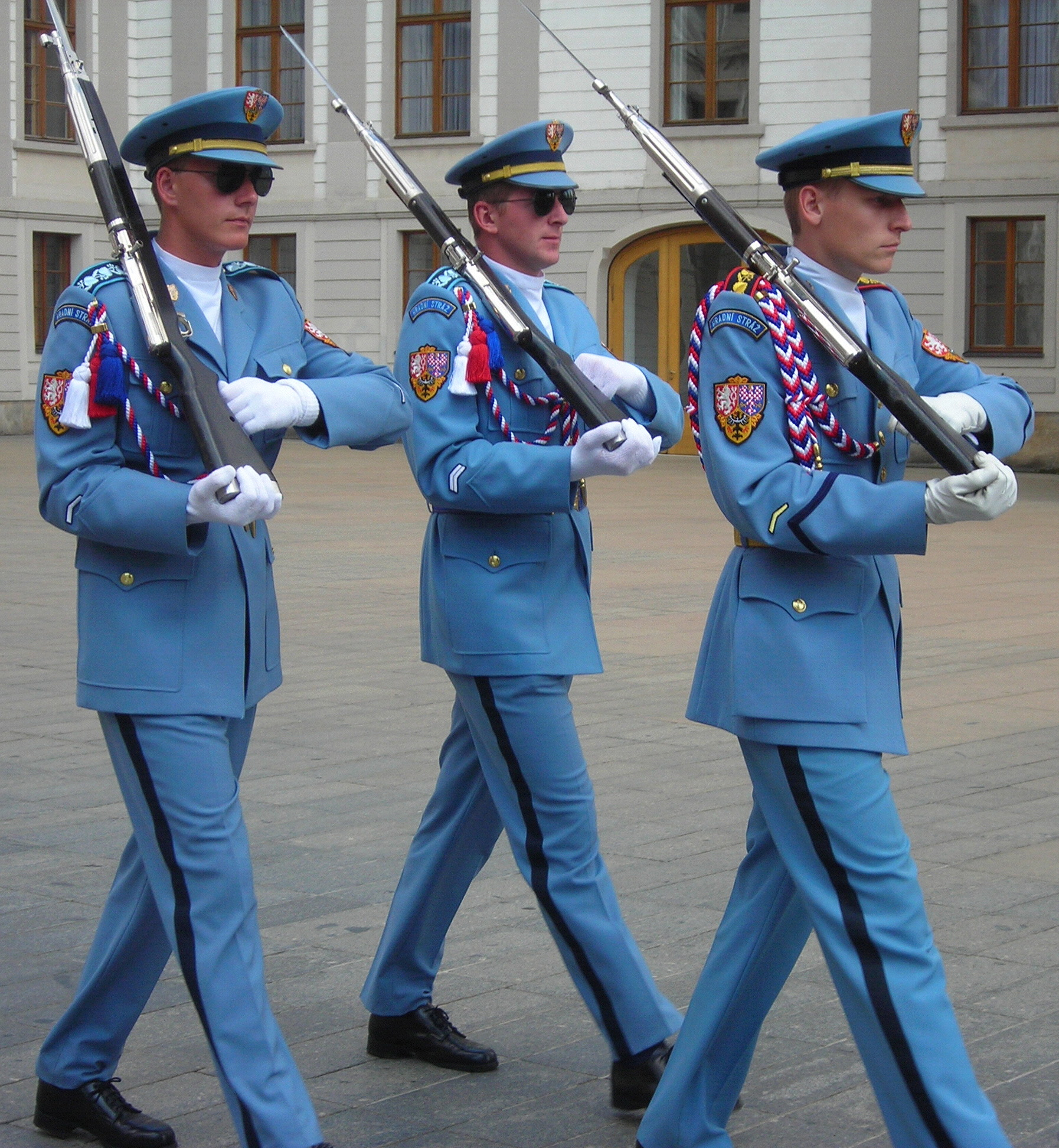
Стражи Пражского Града с винтовками Vz. 52

Все винтовки серии Vz. 52 были сняты с вооружения и заменены на чехословацкой службе автоматами Vz. 58, но более ранние винтовки попали к союзникам СССР во время холодной войны и служили в Гренаде, Сомали, Кубе и Афганистане, и многие из них были переданы партизанам. Не менее 12 000 кубинских vz. 52 были освобождены из резервных запасов страны и переданы Анголе в качестве военной помощи во время кубинской интервенции в Анголе.
Стража Чешского Града использует хромированные обезвреженные винтовки Vz. 52 с затемнённой деревянной ложей в качестве парадного оружия.

## Страны-эксплуатанты
- Ангола: 12.000 винтовок были переданы Кубой в 1975 году[10]
- Биафра: 820 винтовок были доставлены в 1967 году[11]
- Демократические силы освобождения Руанды[12]
- Куба[9][13][14]: Использовались во время восстания Эскамбрай и вторжения в Заливе Свиней. Винтовки Vz. 52/57 использовались кубинцами во время вторжения США на Гренаду.
- Чехословакия
- Египет[9]
- Эфиопия[15]
- Индонезия: на вооружении Корпуса морской пехоты.[2]
- Израиль
- Гренада[5]
- Гвинея-Бисау: vz. 52/57.[16]
- Намибия:[17]
- Никарагуа[9]
- Нигерия[16]
- Сирия[18]
- Танзания[19]
- Вьетнам: очень ограниченное применение[20]
- Лаос[16]
- Зимбабве[21]